# Josef et Ctirad Mašín
Pour les articles homonymes, voir Masin.

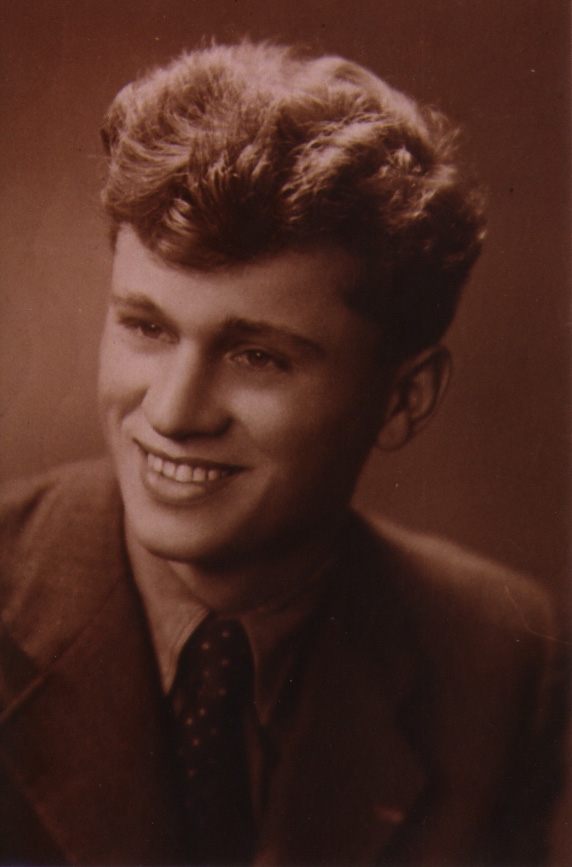
Josef Mašín en 1950.

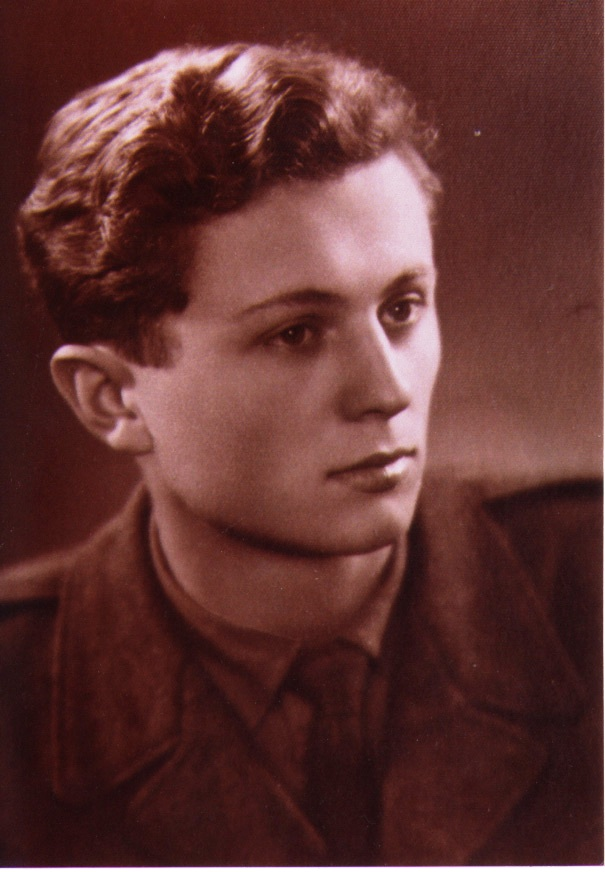
Ctirad Mašín en 1950.

Josef (né le 8 mars 1932) et Ctirad Mašín (11 août 1930 ; 13 août 2011 ) furent deux opposants au régime communiste tchécoslovaque. À partir de 1951 jusqu'en 1953, ils engagent une résistance armée au communisme avant de parvenir à passer à l'Ouest avec plusieurs milliers d'hommes à leurs trousses. Ayant tué plusieurs personnes, leur action est controversée.

## Famille et entourage
Josef et Ctirad Mašín sont les fils de Josef Mašín, un légionnaire engagé en Russie pendant la Première Guerre mondiale, puis officier de l'Armée Tchécoslovaque et résistant exécuté par les Nazis en 1942 à la suite de l'assassinat de Reinhard Heydrich. Avant de mourir, il peut écrire une dernière lettre à ses enfants où il déclarait : « Rappelez-vous que tout Tchèque politiquement et nationalement conscient a pour obligation de défendre la liberté de son pays et de son peuple ».
Milada Horáková, députée socialiste nationale condamnée à mort en 1950 après un procès politique pour haute trahison et conspiration, était une amie de leur mère. Elles se sont connues au camp de Terezin pendant l'occupation nazie.

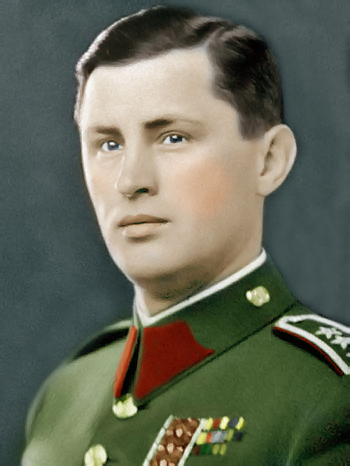
Josef Mašín (le père).

## Actions
En 1951, ils attaquèrent deux postes du Corps de la Police nationale (SNB), pour obtenir des armes et tuèrent deux agents du SNB.
Durant l'emprisonnement de Ctirad Mašín à la suite d'une tentative de fuite à l'étranger, Josef et son ami Josef Švéda, un autre combattant contre le communisme, attaquèrent un transport de fonds. Ils récoltèrent 846 000 Kčs. Dans cette opération, Josef Masin, attaqué par Josef Rosicky, membre de la Milice du peuple, le tuera avec l'arme que le milicien avait dirigée sur lui.

## La fuite
En octobre 1953, avec Zbyněk Janata (cs), Václav Švéda (cs) et Milan Paumer (en), Josef et Ctirad Mašín gagnèrent la République démocratique allemande pour se rendre à Berlin-Ouest dans la Zone américaine (le mur de Berlin ne fut érigé qu'en 1961 : il était donc plus facile de quitter le bloc de l'Est). Ils furent repérés et la chasse à l'homme mobilisa, selon les estimations, entre 5 000 et 25 000 personnes. Parmi elles, il y eut des membres de la Volkspolizei et de la Kasernierte Volkspolizei, ancêtre de la Nationale Volksarmee, ainsi de l'Armée Rouge. Pour protéger leur fuite, le groupe dut abattre trois de leurs poursuivants tandis que trois autres au moins furent victimes de tirs amis. Finalement, le 2 novembre 1953, Milan Paumer (avec une balle dans le ventre), Josef et Ctirad Mašín parvinrent à entrer dans Berlin-Ouest. Par contre, Zbyněk Janata, Václav Švéda et l'oncle des frères Masin furent capturés en 1953 et exécutés en 1955.

## L'après

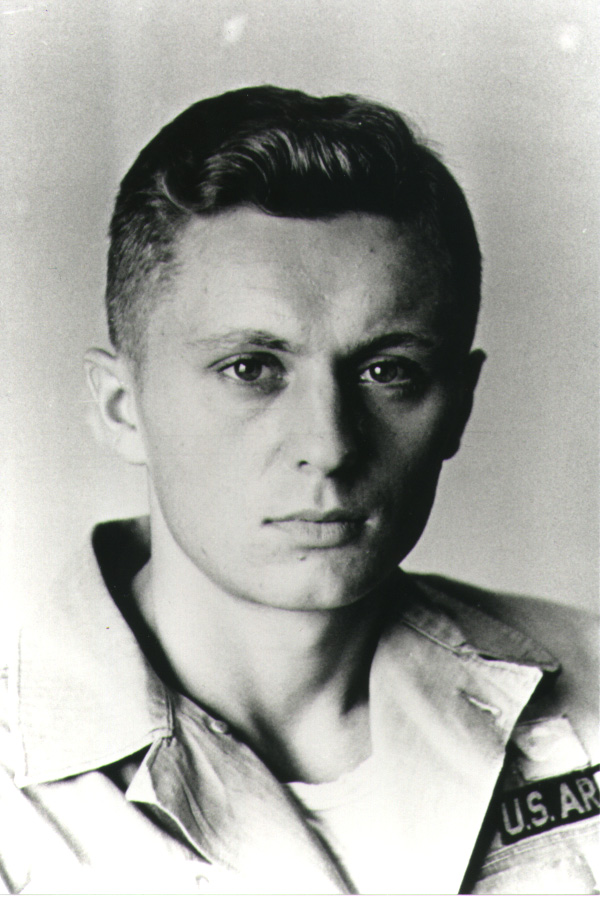
Ctirad Mašín en 1955 dans l'US Army
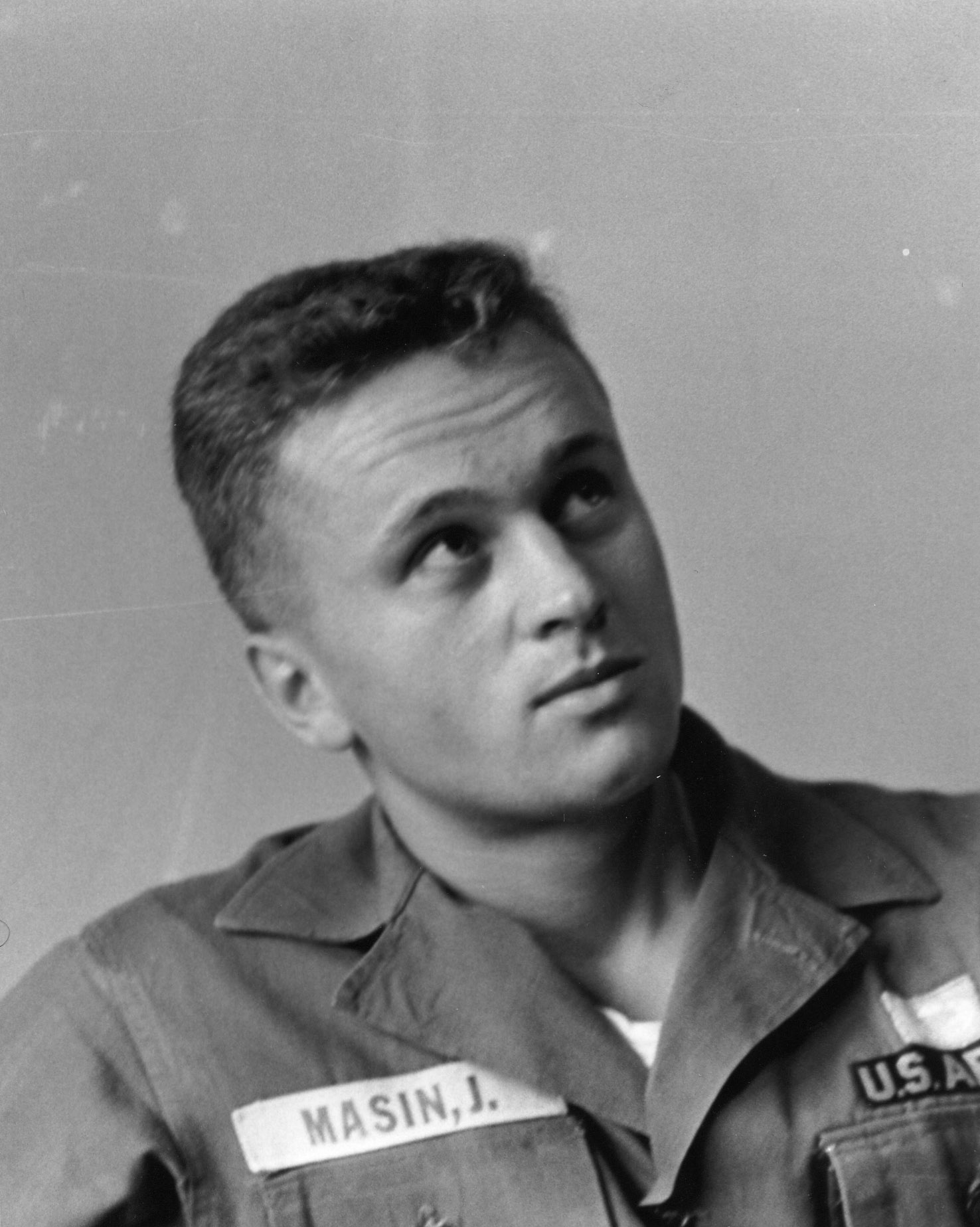
Josef Mašín en 1955 dans l'US Army

Les frères Mašín s'établirent aux États-Unis, où ils servirent 5 ans dans l'armée américaine. Ils ne retournèrent jamais dans leur pays natal.
Leur famille et leur entourage subit des représailles : leur mère mourut par exemple en prison en 1956.
« L’intransigeance. C’est sans doute le terme qui qualifierait le mieux les deux frères Josef et Ctirad Mašín. Intransigeance dès l’arrivée au pouvoir du parti communiste de 1948 auquel ils ne s’identifient pas. Intransigeance depuis la révolution de velours puisqu’ils ont toujours refusé de revenir dans leur pays d’origine, estimant que la société tchèque n’avait pas fait le travail de mémoire nécessaire pour régler ses comptes avec son passé. » Anna Kubišta, Décès de Ctirad Mašín, symbole de la résistance armée contre le communisme, Radio Prague, 15 août 2011.
Leurs faits ont été prescrits par le parquet général de Prague en 1995 et le verdict a pris force de loi en 1998.
Lorsque Václav Havel a décoré in memoriam le père des frères Masin pour ses actes de résistance, il a invité Josef et Ctirad, qui ont décliné l'invitation.